# نيلز فيرغسون
نيلز فيرغسون (بالهولندية: Niels Ferguson)‏ هو رياضياتي وعالم حاسوب هولندي، ولد في 10 ديسمبر 1965 في آيندهوفن في هولندا.